# Brigitte Schröder

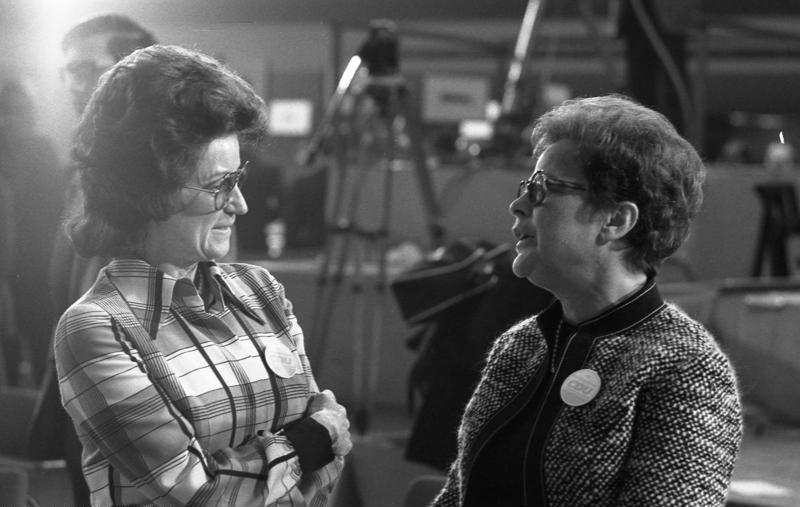
Brigitte Schröder (rechts) mit Kriemhilde Barzel, der Ehefrau von Rainer Barzel.

Brigitte Schröder geb. Landsberg (* 28. Juli 1917 in Breslau; † 27. Oktober 2000 in Bonn) war eine deutsche Politikerin und ehrenamtlich im kirchlich-sozialen Bereich tätig. Sie war seit 1941 die Ehefrau des deutschen Politikers Gerhard Schröder (CDU).
Sie galt nach den Nürnberger Gesetzen als „Mischling ersten Grades“. Die Hochzeit war daher nur mit einer Ausnahmegenehmigung der Wehrmacht möglich. Erstaunlicherweise wurde diese ausgestellt, obwohl Gerhard Schröder im gleichen Jahr aus der NSDAP ausgetreten war.
Brigitte Schröder war in vielen Funktionen ehrenamtlich tätig. 13 Jahre war sie Mitglied des Stadtrats von Düsseldorf, war dort auch Presbyterin in der Matthäi-Gemeinde und gründete den Arbeitskreis Evangelischer Eltern und Erzieher. Nach ihrem Umzug nach Bonn 1962 gründete sie den Frauen- und Familiendienst des Auswärtigen Amtes.
Sie gründete im Jahre 1969 die Evangelische Kranken- und Altenhilfe (eKH), die sie 27 Jahre lang führte, bis sie die Leitung 1996 an Gabriele Trull übergab. Heute sind über 11.000 „Grüne Damen und Herren“ in der eKH tätig.
Für ihre Verdienste wurde Brigitte Schröder im Jahre 1985 zum Ehrenmitglied des Johanniterordens ernannt. 1993 erhielt sie den Verdienstorden des Landes Nordrhein-Westfalen. 2016 wurde in Bonn eine Straße nach ihr benannt.
Ihr Sohn ist der Rechtswissenschaftler Jan Schröder.